# Kauas pilvet karkaavat
Kauas pilvet karkaavat (Drifting clouds) is een Finse film uit 1996 van Aki Kaurismäki. Het is het eerste deel van de zogenaamde "Suomi-trilogie", omdat het over typisch Finse arbeiders gaat. Dit deel gaat over een stel dat na hun ontslag weer aan werk probeert te komen en uiteindelijk een succesvol restaurant begint.

## Verhaal
Ilona Koponen werkt in een chic restaurant genaamd Dubrovnik, waar ze gasten bedient en het personeel coördineert. Aan het eind van de werkdag sluit Ilona het gebouw af en gaat naar huis met de tram waarin haar man Lauri dienst heeft.Wanneer Lauri en Ilona uitgaan, vertelt Lauri, dat hij ontslagen is als tramchauffeur. Kort daarna vertelt de eigenares van Dubrovnik haar personeel, dat het restaurant verkocht moet worden en dat iedereen ontslagen wordt. Die laatste avond luistert iedereen naar het bandje dat in het restaurant droefgeestige muziek speelt. De gasten dansen met elkaar.
Lauri denkt werk te kunnen krijgen als buschauffeur, maar hij komt niet door de medische keuring. Zijn rijbewijs wordt hem afgenomen. Via een amateuristische arbeidsbemiddelaar kan Ilona aan de slag in een klein eetcafé. Na anderhalve maand komen twee ambtenaren langs die ontdekken dat er onwettige dingen gebeuren in de zaak. Ilona stopt er met werken en Lauri wordt in elkaar geslagen wanneer hij Ilona’s laatste loon opeist bij haar frauduleuze baas.
De voormalige portier van het Dubrovnik restaurant heeft het idee om met alle werknemers van Dubrovnik een nieuw restaurant op te zetten. De voormalige bazin van Dubrovnik steunt dit initiatief door Ilona het geld te lenen dat ze nodig heeft. Het nieuwe restaurant wordt gebouwd door alle oude collega’s van Dubrovnik. Het wordt een succesvol restaurant. In alle drukte gaat Ilona even naar buiten om te roken. Lauri komt naast haar staan en samen kijken ze naar de lucht, terwijl het lied ‘’Kauas pilvet kaarkavat’’ speelt.

## Rolverdeling
| Acteur           | Personage     |
| ---------------- | ------------- |
| Kati Outinen     | Ilona Koponen |
| Kari Väänänen    | Lauri Koponen |
| Elina Salo       | Rouva Sjöholm |
| Sakari Kuosmanen | Melartin      |
| Markku Peltola   | Lajunen       |
| Matti Onnismaa   | Forsström     |
| Shelley Fisher   | Pianist       |

## Stijl
De stijl van Aki Kaurismäki kan omschreven worden als melancholisch en romantisch. In zijn droogkomische, dramatische films zijn veel tegenstellingen te zien. Rijkdom en vooral armoede zijn veel voorkomende thema’s in zijn films. Kleur, vrolijkheid en levendige dialogen komen met mate voor. De hoofdpersonen worden gedetailleerd in beeld gebracht door hun handelingen nauwkeurig te filmen.  Het verhaal is eenvoudig en de moraal (koester hoop, geef niet op) is helder in beeld gebracht. In ‘’kleurrijke neo-realistische stijl,’’ zoals Kaurismäki het omschrijft.

## De film in context
Kauas pilvet karkaavat had het laatste deel moeten zijn van de Työläistrilogia, waarin Ilona (Kati Outinen) en Nikanderi (Matti Pellonpää) het getrouwde stel zijn. Pellonpää overleed in 1995. Het was de bedoeling dat de films op elkaar aansloten, maar gezien het plotselinge overlijden van Pellonpää, nam Lauri (Kari Väänänen) de rol van Ilona’s echtgenoot over. De Työläistrilogia (en ook deze film) speelt zich af in de economisch zware tijd van de jaren ’90 van de vorige eeuw. Werkloosheid, morele beslissingen en stille maatschappelijke kritiek staan hierin centraal. Kauas pilvet karkaavat is nu het eerste deel van de Suomi-trilogia geworden. Deel twee heet Mies vailla meneisyyttä (The man without a past, 2002) en deel drie heet Laitakaupungin valot (Lights in the dusk, 2006).
Kaurismäki vindt de namen van de trilogieën nu moeilijk van elkaar te scheiden en zegt in een Engelstalig interview in Helsingin Sanomat:  "One is a working-class trilogy, and the other is a loser trilogy, but I don't know which is which", attempts Aki Kaurismäki with a deadpan expression, but he then resolves the problem-of-naming in favour of the garbage man, the miner, and the match factory worker.’’
Deze film is vernoemd naar het optimistisch klinkende lied van Rauli Badding Somerjoen. Het lied gaat over onbereikbare wolken die langsdrijven, ‘’net als ik’’.
Kaurismäki wilde geen puur realistische film maken, maar een film waar mensen opgewekter van zouden worden. Hij wilde het optimisme uitvergroten in de realistische wereld.

## Ontvangst
In de vijf grootste steden van Finland werd Kauas pilvet kaarkavat op 26 januari 1996 voor het eerst getoond. Hierna werd hij meerdere keren uitgezonden op de Finse televisie. In 1997 trok de film bijna zeshonderdduizend kijkers, in 1998 bijna vierhonderdduizend en in 2002 624.000. 
Ywe Jalander (filmcriticus en professor Art and Design aan de Universiteit van Helsinki) schreef in Suomen Kuvalehti 6/1996, dat het leuk is om een keer in een Finse film een gelukkig echtpaar te zien. Ondanks de somberheid in de film, blijft de sfeer goed, vindt Jalander. Dit komt door de komische dialogen en ook doordat de somberheid niet doorslaat in sentimentaliteit.

### Prijzen
Kauas pilvet kaarkavat heeft vooral Finse filmprijzen gewonnen: vijf Jussi awards, de Anjalankosken elokuvapalkinto en de Viitasaaren elokuvaviikon Humanismin käsi  (prijs voor maatschappelijk verantwoorde film) voor de vrouwelijke hoofdrolspeelster Kati Outinen. 
Op het filmfestival in Cannes werd deze film genomineerd, maar won geen prijs. De nominatie zorgde echter wel voor meer bekendheid in Europa. In 2002 won deel twee van de Suomi-trilogia (The man without a past) de Grand  Prix op het filmfestival in Cannes. Voor meer informatie en andere prijzen, zie IMDB.